# 常勗
常 勗（じょう　ぎょく、生没年不詳）は、中国三国時代の蜀の軍人・政治家。字は脩業。蜀郡江原県の人。祖父は常員、父は常高。叔父に常閎、弟に常廓、甥に常寬。『華陽国志』の著者・常璩は常寬の子孫。

## 生涯
若くして従兄弟の常忌と共に名を知られ、貧乏に安んじて、『毛詩』『尚書』を修め、多くの書物を通覧した。益州から従事に辟召され、朝廷に入っては光録郎中、主事を務め、また尚書左選郎となり、蜀郡の要請で功曹となった。
当時、州将が軍政をおこなう際に督軍従事を置き、刑獄を担当させていた。常勗は清廉さをもって督軍従事に任じられ、公平に処置した。後に孝廉に挙げられると郫県令に任じられ、簡潔な政治で人々を煩わさなかった。
炎興元年（263年）、鄧艾・鍾会・諸葛緒らが蜀へ侵攻し、鄧艾は陰平の間道を通って剣閣を迂回し、綿竹を抜いて成都へ迫った。緜竹の陥落を知った各地の県令が次々と降伏したり逃亡する中、常勗は官民を率いて城を固守し、劉禅の降伏指示により開城・降伏したため、郫県の財産は保全された（蜀漢の滅亡）。
咸熙元年（264年）、益州刺史に任じられた袁邵はその志節を評価し主簿に招いた。常勗は威儀を正し、進退には風格があって言論が壮烈であったため州里で重んじられた。また交友はただ賢明さを基準とし、己に及ばない者とは関わらなかった。このため博愛の恩恵はなお足りなかった。翌年、袁邵が朝廷に招聘されると随行したが、道中で死去した。